# Всесвітній день океанів
Всесві́тній день океа́нів (англ. World Oceans Day) — всесвітній день боротьби за збереження біорізноманіття мешканців морських глибин і стабільну екологічну ситуацію в океанах. Відзначається щороку 8 червня.

## Історія
Відзначати всесвітній день океанів було запропоновано на міжнародному Саміті Землі 1992 року в Ріо-де-Жанейро (Бразилія). У цей день співробітники багатьох зоопарків, акваріумів, дельфінаріїв координують свої зусилля, щоб боротися за збереження біорізноманіття мешканців морських глибин і стабільну екологічну обстановку.
У грудні 2008 року Генеральна Асамблея Організації Об'єднаних Націй ухвалила (резолюція 63/111, параграф 171) починаючи з 2009 відзначати свято офіційно 8 червня.
З 2002 року промоцією та організацією свята займається некомерційна організація «The Ocean Project» спільно з «World Ocean Network» та іншими природоохоронними спільнотами.
У 2013 році до Всесвітнього дня океанів було випущено поштові марки. До Дня океанів проводиться також щорічний конкурс фотографій, переможців якого нагороджують у штаб-квартирі ООН.

## Теми Дня
- 2023 — «Планета океан: припливи змінюються» (англ. Planet Ocean: Tides are Changing)
- 2017 — «Наші океани — наше майбутнє» (англ. Our Oceans, Our Future)
- 2016 — «Здорові океани — здорова планета» (англ. Healthy Oceans, Healthy Planet)
- 2015 — «Здорові океани — здорова планета» (англ. Healthy Oceans, Healthy Planet)
- 2014 — «Разом у нас є сила захистити океан» (англ. Together we have the power to protect the ocean)
- 2013 — «Океани та люди» (англ. Oceans & People)
- 2012 — «Молодь — наступна хвиля змін» (англ. Youth: the Next Wave for Change)
- 2011 — «Наші океани: озеленення задля майбутнього» (англ. Our oceans: greening our future)
- 2010 — «Наші океани: можливості та виклики» (англ. Our oceans: opportunities and challenges)
- 2009 — «Наші океани — наша відповідальність» (англ. Our Oceans, Our Responsibility)